# Romo Planitia
La Romo Planitia è una struttura geologica della superficie di Titano.